# باغار عالم
باغار عالم (بالإنجليزية: Pagar Alam)‏ هي city with tens of thousands of inhabitants تقع في إندونيسيا في سومطرة الجنوبية. يقدر عدد سكانها بـ 146,973 نسمة ومساحتها 633.66 كم2 .